# Märteswein
Der Märteswein (auch Martiniwein) wurde von der Grafschaft, später dem Kurfürstentum Hessen, den Bürgern der Altstadt Hanau bis ins 19. Jahrhundert jährlich am Abend vor dem Martinstag (10. November) frei ausgeschenkt. Damit sollte an ein Ereignis im Jahr 1419 erinnert werden, als die Stadt und die Burg Hanau beinahe in kurmainzische Hände gefallen wären. Der Wahrheitsgehalt der Geschichte ist allerdings höchst zweifelhaft.

## Hintergrund

### Geschichte
Ulrich V. von Hanau geriet um das Jahr 1400 in finanzielle und politische Schwierigkeiten, unter anderem durch längere Auseinandersetzungen mit seinen jüngeren Brüdern, Reinhard II. und Johann. In diese Streitigkeiten griff der Mainzer Erzbischof Johann von Nassau-Wiesbaden-Idstein ein, der entfernt mit ihnen verwandt war. Der Erzbischof stützte zunächst den regierenden Ulrich V. 1400 vereinbarten beide ein gegenseitiges Öffnungsrecht ihrer Burgen. 1402/03 verpfändete Ulrich ihm die Burgen Babenhausen und Hanau mit Rückfall an die Herrschaft Hanau ohne Zahlung einer Pfandsumme beim Tod des Erzbischofs. Im selben Jahr erscheint der Erzbischof als formu(n)der und inneheber (= Inhaber) der herrschafft von Hanauwe. Damit waren zwei wichtige Plätze der Herrschaft Hanau an den Erzbischof von Mainz verpfändet. Dies änderte zwar nichts an den Eigentumsverhältnissen, mehrte aber den Einfluss des Erzbischofs auf die Grafschaft Hanau deutlich und zeugt von der Krise der Herrschaft Ulrichs V. Ulrich V. dankte schließlich 1404 zugunsten seiner Brüder ab und starb 1411. Erzbischof Johann II. starb am 23. September 1419 in Aschaffenburg.

### Geschichten
Der Sage nach sollen die Hanauer Bürger geplant haben, am Abend vor Martini die noch vorhandene Mainzer Besatzung zu vertreiben und Graf Reinhard II. in die Stadt einzulassen. Die Mainzer erfuhren von diesem Plan und forderten aus Steinheim Verstärkung an. Beim abendlichen 9-Uhr-Läuten sollte diese, nachdem sie über den Main gesetzt hatten, durch das Stadttor eingelassen werden. Dies wiederum wurde den Hanauern hinterbracht und sie ließen das Läuten der Glocken der Marienkirche ausfallen, worauf die Mainzer Verstärkung nach längerem Warten abzog. Graf Reinhard II. konnte sich darauf, von Windecken kommend, wieder der Stadt und Burg Hanau bemächtigen. Als Dank für die Treue der Einwohner sollte jeder Bürger am Abend vor Martini ein Maß Wein erhalten, den „Märteswein.“

### Folgen
Das 9-Uhr-Läuten der Marienkirche sollte künftig an diesem Tag entfallen. Der Märteswein stand nur den Bewohnern der Altstadt zu. Er wurde vom Hofkellermeister quartierweise verteilt, soll allerdings eine geringe Qualität besessen haben. Der Weinausschank fand jährlich bis 1822 und dann noch einmal 1830 statt. In der Folge kam es zu einem Ablösevertrag zwischen Kurhessen als dem Rechtsnachfolger der Grafschaft Hanau-Münzenberg und der Stadt Hanau. Der Staat zahlte der Stadt 220 Gulden. Das Geld wurde in der Folgezeit unter anderem für den Unterhalt der Wilhelmsbrücke über die Kinzig verwendet. 1835 wird der Märteswein auch im Auseinandersetzungsvertrag zwischen den beiden Städten Alt- und Neu-Hanau erwähnt.

## Historische Authentizität
Es gibt keinen zeitgenössischen Bericht über diese Ereignisse. Die heute bekannte Geschichte wird erstmals im 18. Jahrhundert vom Hanauer Historiker Johann Adam Bernhard wiedergegeben. Eine Reihe historischer Tatsachen spricht gegen den Wahrheitsgehalt der Geschichte:
- Burg und Stadt Steinheim kamen erst 1425 unter Johanns Nachfolger Konrad von Dhaun an Kurmainz.
- Nicht die Städte, sondern nur die Burg Hanau und die Burg Babenhausen befanden sich im Besitz des Erzbischofs von Mainz.[7]
- Tatsächlich nahm Reinhard II. – wenn auch gegen Mainzer Widerstand – bereits am Tag, nachdem der Erzbischof am 23. September 1419 verstorben war, die Burgen Hanau und Babenhausen am 24. September 1419 vertragsgemäß wieder in seinen Besitz und nicht erst im November.[8]

## Wissenswert

### Analoge Episode im Dreißigjährigen Krieg
Eine nahezu identische Episode spielte sich im Dreißigjährigen Krieg am 11. November 1631 bei der nächtlichen Einnahme Hanaus im Handstreich durch die Schweden ab. Hier wartete vor dem Steinheimer Tor eine kaiserliche Verstärkung aus Steinheim und zog wegen ausbleibendem Glockenschlag wieder ab, während fast zeitgleich die Schweden unter Christoph Hubald an der gegenüberliegenden Seite die Altstadt besetzten.

### Verein Graf Philipp Ludwig
Die Erinnerung an das Ereignis wurde in Hanau einige Jahre lang vom 2016 aufgelösten Verein Graf Philipp Ludwig e.V. (Märtesweinvereinigung) gepflegt, der unter anderem seit 1994 jährlich einen Wein von lokalen unterfränkischen Winzern als Märteswein kürte.